# 練鑑ブラザーズ ゲッタマネー!
練鑑ブラザーズ ゲッタマネー!（ねりかんブラザーズ・ゲッタマネー）は、2001年に公開されたオリジナルビデオ。

## 概要
- ネリカン出身の3人の若造が友人達を巻き込み、つまらぬ事でヤクザのサラ金から一人30万円で借り、利息が膨らんで一人100万円になってしまった。ヤクザから「今日の夜7時までに全額完済」の追い込みをかけられ、若造と友人達の6人は、ありとあらゆる手段で100万円調達に奔走する。
- ジャパンホームビデオの、アクション物OV企画「ネオアクション2001」のひとつとして作られた。

## キャスト
- 元木浩二：正木蒼二
- 花井圭吾：三橋貴志
- 水谷達也：田中優樹
- 板倉明夫：森川涼
- 小松川夏：梶原阿貴
- 魚屋若頭長島：都築和希
- 魚屋若い衆清原：蛭子直和
- 魚屋若い衆松井：磯島昭浩
- 魚河岸の男上原：吉用賢一
- 魚河岸の男川相：田村祐司
- 桑田：山本修生
- 清水：太田圭一
- 藤原小百合（明夫が手を出した女）：上原廣子
- 藤原銀次郎（小百合の夫）：山西道広
- 坂友冬美：永住千夏
- 大野：小野剛民
- 田山：木村慶太
- 春：柏原資子
- すし屋大将：大野和行
- 杉田：内藤浩次
- 矢沢：渡辺健
- 誠也（圭吾の後輩）：中野雄介
- 誠也の連れ：古谷泰時、森本のぶ
- 松山鷹志
- 岡博之
- 宝くじ売場のおばちゃん：小沢仁志
- 飯岡（コンビニ店長）：井上高志
- 児山源司（6人の借金の胴元）：片桐竜次
- カメオ出演：中島宏海、小沢和義、江原修、佐々木庸二、土平ドンペイ、中田圭、大川俊道、星野マヤ、藤堂雄介、偉藤康次

## スタッフ
- 総合プロデュース：室賀厚
- 企画：升水惟雄
- プロデューサー：石井良和、升水論
- 監督・原案：柏原寛司
- 監督補：石井良和
- 助監督 ：米良浩一
- 脚本：野坂直代、秋葉かおり、望月武、いさみたかお
- 撮影・照明・録音：加藤孝信、室賀厚
- 音楽：たつのすけ
- ED：「練監ブルース」
- 美術：坂田勝俊、林達之輔
- 編集：平井将人
- 車両：佐々木誠一
- スチール：柏原久美子
- MA：KSKスタジオ
- 製作：ジャパンホームビデオ